# Alvan
Alvān (farsi الوان) è una città dello shahrestān di Shush, circoscrizione di Shavur, nella provincia del Khūzestān. Aveva, nel 2006, una popolazione di 6.100 abitanti.